# BRAF
BRAF é um gene humano que produz uma proteína chamada B-Raf. Também se refere a este gene como o proto-oncogene B-Raf, enquanto a proteína é mais conhecida, formalmente, como proteína quinase serina/treonina.
A proteína B-Raf está envolvida no envio de sinais para o interior das células, que estão diretamente relacionados ao crescimento celular. Em 2002, mostrou-se que ela pode estar defeituosa (mutada) no câncer, em humanos.
Têm sido desenvolvidas drogas dirigidas por BRAF para o tratamento do câncer. Em 17 agosto de 2011, uma dessas drogas, o Vemurafenib, foi aprovada pelo FDA para o tratamento de melanoma em estágio-final como o primeiro medicamento cuja descoberta é baseada em fragmentos moleculares.